# Bohrov polmer
Bohrov pólmer [bòrov ~] ali Bohrov rádij (oznaka rB ali tudi a0) je fizikalna konstanta v Bohrovemu modelu vodikovega atoma kot polmer najmanjšega tira v osnovnem stanju z najnižjo energijo:
{\displaystyle r_{\rm {B}}={\frac {4\pi \varepsilon _{0}\hbar ^{2}}{m_{\rm {e}}e_{0}^{2}}}={\frac {\hbar }{m_{\rm {e}}c\alpha }}\!\,,}
kjer je:
- {\displaystyle \varepsilon _{0}\!\,} influenčna konstanta,
- {\displaystyle \hbar \!\,} Diracova konstanta,
- {\displaystyle m_{\rm {e}}\!\,} mirovna masa elektrona,
- {\displaystyle e_{0}\!\,} osnovni naboj,
- {\displaystyle c\!\,} hitrost svetlobe v vakuumu in
- {\displaystyle \alpha \!\,} konstanta fine strukture.

Vrednost Bohrovega polmera je 5,2917720859(36)×10−11 m (CODATA, 2006), oziroma približno 0,53 ångströma.
V Bohrovem modelu atoma, ki ga je leta 1913 podal Niels Bohr, elektroni krožijo po krožnicah okrog osrednjega jedra. Po modelu elektroni krožijo le na določenih razdaljah od jedra, kar je odvisno od njihove energije. V najpreprostejšem atomu, atomu vodika, en elektron kroži okrog jedra na najmanjšem možnem tiru, z najnižjo energijo. Na tem tiru je najvećja verjetnost za lego elektrona.
Čeprav Bohrov model atoma ne opiše pravilno, ohranja Bohrov polmer svoj fizikalen pomen kot karakteristična velikost elektronskega oblaka v polnem kvantnomehanskem opisu. Zato se Bohrov polmer velikokrat rabi kot enota v atomski fiziki (atomske enote).
Definicija Bohrovega polmera ne vsebuje pojava reducirane mase, tako da ni popolnoma enak polmeru tira elektrona v vodikovem atomu v bolj fizikalnem modelu, kjer je reducirana masa upoštevana. Bohrov polmer, kot je definiran zgoraj, se pojavlja v enačbah, ki veljajo za druge atome in ne za vodikov atom, saj je tam popravek za reducirano maso drugačen. Če bi definicija Bohrovega polmera vsebovala reducirano maso vodikovega atoma, bi bilo težje uskladiti enačbe, ki veljajo za druge atome.
Bohrov polmer za elektron spada med trojico podobnih enot za dolžino. Drugi dve sta Comptonova valovna dolžina elektrona {\displaystyle \lambda _{\rm {e}}\ } in klasični polmer elektrona {\displaystyle r_{\rm {e}}\ }. Bohrov polmer je definiran z mirovno maso elektrona {\displaystyle m_{\rm {e}}\ }, Planckovo konstanto {\displaystyle \hbar \ } in osnovnim nabojem {\displaystyle e_{0}\ }. Comptonova valovna dolžina je definirana z {\displaystyle m_{\rm {e}}\ }, {\displaystyle \hbar \ } in hitrostjo svetlobe {\displaystyle c\ }.  Klasični polmer elektrona je definiran z {\displaystyle m_{\rm {e}}\ }, {\displaystyle c\ } in {\displaystyle e_{0}\ }. Vsako od teh treh dolžin lahko zapišemo z drugima dvema s pomočjo konstante fine strukture {\displaystyle \alpha \ }:
{\displaystyle r_{\rm {e}}={\frac {\alpha \lambda _{\rm {e}}}{2\pi }}=\alpha ^{2}r_{\rm {B}}\!\,.}
Za Bohrov polmer, ki vsebuje pojav reducirane mase, velja enačba:
{\displaystyle \ r_{\rm {B}}^{*}\ ={\frac {\lambda _{\rm {p}}+\lambda _{\rm {e}}}{2\pi \alpha }}\!\,,}
kjer je:
- {\displaystyle \lambda _{\rm {p}}\ } Comptonova valovna dolžina protona,
- {\displaystyle \lambda _{\rm {e}}\ } Comptonova valovna dolžina elektrona,
- {\displaystyle \alpha \ } konstanta fine strukture.

V zgornjih enačbah se pojav reducirane mase upošteva s povečano Comptonovo valovno dolžino, ki je kar vsota Comptonovih valovnih dolžin za elektron in proton.